# Batocera frenchi
Batocera frenchi är en skalbaggsart som beskrevs av Max Poll 1886. Batocera frenchi ingår i släktet Batocera och familjen långhorningar. Inga underarter finns listade.